# Valle Kiso

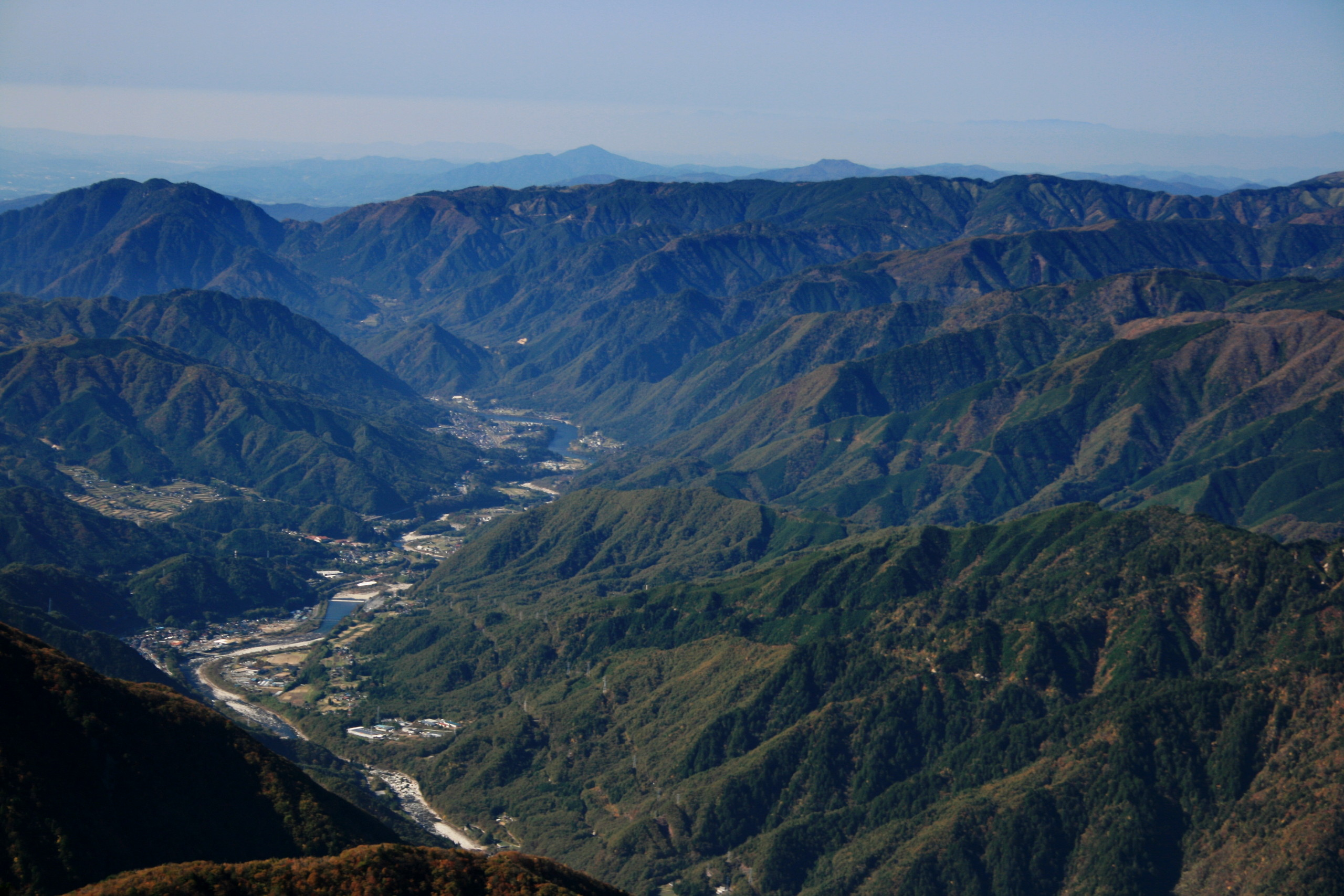
El valle alrededor de Ōkuwa, Nagano.

El valle del Kiso  (木曾谷 Kiso-dani) es un área geográfica que se centra en el valle existente en la parte superior del río Kiso, en el suroeste de la prefectura de Nagano, Japón. Es un valle en forma de "V" con una longitud de aproximadamente 60 km que sigue el río a medida que fluye desde el norte hasta el sur en la prefectura de Gifu.

## Acceso
Durante gran parte de la historia japonesa se usó el valle para unir las provincias de Mino y Shinano. Sin embargo, es conocida por ser una ruta difícil debido a sus cuestas empinadas. El Shoku Nihongi registra que la ruta Kiso no Yamamichi (岐蘇山道) fue abierta en el año 702. La misma ruta es mencionada en un artículo del año 713 bajo el nombre de  Kisoji no Michi (吉蘇路).
El Kisoji (木曽路) siguió la misma ruta que sus predecesoras, aunque la ruta oficial Tōsandō no pasaba por el valle. Durante la Edad Media japonesa, el Nakasendō (una ruta comercial) pasaba por el valle con un total de 11 estaciones a lo largo de la ruta. Desde el periodo Meiji, la línea principal Chūō (para trenes) y la ruta 19 (para cocautomóviles) pasan por el valle.
- Datos: Q6416831